# Хорлеман, Карл (гимнаст)
Карл Хорлеман (швед. Carl Hårleman; 23 июня 1886, Вестерос — 20 августа 1948, Хальмстад) — шведский гимнаст, чемпион летних Олимпийских игр 1908.
На Играх 1908 в Лондоне Хорлеман участвовал только в командном первенстве, в котором его сборная заняла первое место.